# 苏北行政区
苏北行政区、苏北行署区:114、苏北区是第二次国共内战末期中国共产党解放区和中华人民共和国建国初期的一个省级行署区。

## 成立前
第二次国共内战初期，中共政权在江苏省控制的解放区位于苏北部分，即苏皖解放区。1948年，随着战势变化，苏中军区与苏北军区合并为新的苏北军区，归华东军区领导。
1949年初，解放军已逐步攻占江苏省在长江北岸的辖区，日后，亦成为苏北军区防区。当年1月，解放军占领六合县，抵近长江南岸的中华民国首都——南京市。后，解放军又陆续占领靠近上海的启东县、南通縣等县。

## 历史沿革
1949年4月15日，成立中共苏北区党委（简称苏北区党委），隶属中共中央华东局。1949年4月20日，解放军发起渡江战役，逐步攻占长江南岸。4月21日，苏北行政公署、苏北军区成立。至此，华中工委、华中行政办事处和华中指挥部结束。 苏北行政公署隶属华东军政委员会，即后来的华东大行政区。苏北行政公署驻地在泰州市，下辖原苏皖解放区的五个专区，即泰州专区（华中一分区）、扬州专区（华中二分区）、盐城专区（华中五分区）、淮阴专区（华中六分区）、南通专区（华中九分区）。苏北行政公署共管辖41个县、市，以及淮南盐区、淮北盐区。
渡江战役在1949年6月结束时，解放军已攻占除嵊泗县之外的江苏省全境。但出于苏北为革命老区、苏南为新解放区的政治现实，中华人民共和国建立之初，新政府仍持续两个行政区的划分，未恢复民国时期设置。
1950年1月11日，撤销扬州专区，并入泰州专区。1月13日，苏北行署驻地由泰州移至扬州。此时，共辖泰州专区等4个专区，35个县和南通、扬州、泰州、清江4市，以及淮北盐区。当年4月至9月间，苏北人民行政公署曾短暂的改名为江苏省苏北人民行政公署。
1952年11月15日，中央人民政府委员会第十九次会议通过《关于调整省、区建制的决议》。决议第三条规定，成立江苏省人民政府，撤销苏北人民行政公署与苏南人民行政公署。两个行政公署辖区与南京直辖市辖区构成新的江苏省境。同时，成立中共江苏省委，苏北区党委撤销。江苏省人民政府于次年1月1日正式成立。苏北区党委、苏北人民行政公署有近四千卷档案留存，现藏于江苏省档案馆。

## 行政区划
1950年，撤销扬州专区。1952年底，共辖4个专区，2个市，以及淮北盐区:114。
- 泰州专区：
  - 1950年1月前，专员公署驻姜堰镇，后移泰州市[1]:114。专员黄云祥，副专员蔡美江。
  - 1950年后，下辖泰州市、宝应县、兴化县、高郵縣、江都县、泰县、六合县、仪征县、泰兴县、靖江縣[1]:114。
- 淮阴专区：
  - 1952年时，下辖清江市、新沂县、邳睢县、灌云县、沭阳县、宿遷縣、睢宁县、涟水县、泗阳县、淮阴县[1]:114。
- 盐城专区：
  - 1951年时，下辖盐城县、滨海县、射阳县、阜宁县、淮安县、建湖县、大丰县、东台县[1]:114。
- 南通专区：
  - 1920年时，下辖海安县、如东县、如皋县、南通县、海门县、启东县、崇明县[1]:114。
- 扬州市
- 南通市

## 主要领导
- 苏北区党委
  - 委员：萧望东、赖毅、万众一、郑平、张维城、张震东、常玉清
  - 书记萧望东
  - 副书记万众一
  - 组织部长郑平
- 苏北行政公署
  - 行署主任贺希明/万众一
- 苏北军区
  - 司令员张震东
  - 政委萧望东
  - 副司令员常玉清
  - 副政委兼政治部主任赖毅

## 备注
1. ↑  江苏省人民政府主席谭震林在1953年1月宣布江苏省人民政府正式成立的报告中称，1949年取得江苏全境时，因苏北为革命老区，苏南为新解放区，故划分为两个行署区[5]。